# Corneli Longí
Corneli Longí (en llatí Cornelius Longinus) va ser un poeta en llengua grega encara que de nom romà, autor de dos epigrames inclosos a l'Antologia grega, un dels quals és una imitació del tretzè epigrama de Leònides de Tàrent també inclòs a l'Antologia. A la biblioteca Vaticana un dels epigrames porta el títol  Κορνηλίου Λόγγου. El segon epigrama apareix a l'Antologia de Planudes amb el títol de Κορνηλίου. No se'n sap res més, i fins i tot el seu nom és dubtós.